# ベビーカーマーク

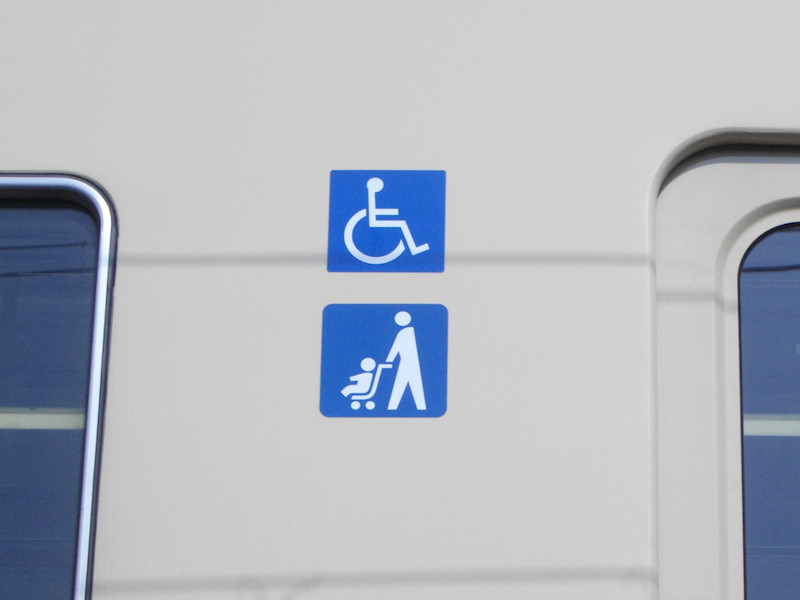
ベビーカーマークの例（下）
（新京成電鉄8800形電車）

ベビーカーマークは、国土交通省が2014年3月に定めた、公共交通機関等におけるベビーカー利用の安全性・快適性向上を目的としたピクトグラムである。
鉄道など公共交通機関内でのベビーカー利用に対し、他の乗客から苦情が増加したことを理由として導入が進められた。

## 概要
国土交通省（以下、国交省）資料「公共交通機関等におけるベビーカー利用に関する協議会とりまとめ 」によると、政府では2010年（平成22年）1月29日に閣議決定した「子ども・子育てビジョン」において、子育てを親や家族だけが担うのではなく社会全体で支える「子どもと子育てを応援する社会」への転換を求めている。
そうした中で、国交省でも高齢者、身体障害者等の公共交通機関を利用した移動の円滑化の促進に関する法律（交通バリアフリー法）に基づく公共交通機関等のバリアフリー化を推進し、2013年（平成25年）6月に改訂された「公共交通機関の移動等円滑化整備ガイドライン」では、エレベーターや車両内のスペース確保について、ベビーカーの利用にも配慮した設計であることが望ましいとしている。
そうした政府・国交省などの取り組みの結果、乳幼児連れの外出及び移動の負担は徐々に軽減されている。
しかしながら、ベビーカーを含めると20kgの荷物を抱えながら移動しているのが現状であり、依然として移動が難しいという現実がある。さらに、主要ターミナル駅におけるベビーカー利用割合は車椅子の20倍から30倍に当たる1 - 2%と推測され、エレベーターに複数のベビーカー利用者が集中することによる高齢者や車椅子使用者等との競合、ベビーカーのホームからの転落、ベビーカー脚部の車両扉への挟み込み、緊急停止したエスカレーターからの転落等、ベビーカー利用に関連する事故が発生している。これらの事故防止のため、交通事業者の3割では各鉄道事業者の独自ルールによりベビーカー利用に関する取組がなされてきた。
しかしながら、ベビーカーマークは既にJIS化されていた「ベビーカー使用禁止マーク」（ベビーカーを押す人がスカートをはいている）をアレンジしたもの、子供を乗せたベビーカーのみのもの、ベビーカー単独のもの、独自にデザイン化されたものなどがあり、統一されていなかった。
このため、統一的なベビーカーマークを定めることとなり、次の5つの案が示された。
1. JR東日本などで使われていた、JIS化された「ベビーカー使用禁止マーク」をアレンジしたもの（案1）
2. 都営バスで使われていた、（案1）のベビーカーを押す人に描かれているスカートのふくらみを直線に修正して性表現をなくしたもの（案2）
3. （案2）のベビーカーを押す人の姿勢を歩行状態から立位に修正したもの（案3）
4. 東京メトロで使われていた、子供を乗せたベビーカーのみのもの（案4）
5. 日本国外で使われている、子供を乗せていないベビーカー単独のもの（複数例示、案5）

以上5つの図案が提示され、ベビーカーのみを描いた（案4）と（案5）が子供を放置するなどのイメージから除外され、案1から案3についてウェブサイトでの調査による理解度試験および視認性試験を実施した結果、男女の区別のない案2が採用され、微調整した上で制定された。
このベビーカーマークは鉄道だけでなく路線バスやエレベーター等にも採用され、2015年に日野自動車からリリースされたブルーリボンハイブリッドの公式カタログにも使われている。

## ベビーカーマークを採用する交通事業者
国土交通省「公共交通機関等におけるベビーカー利用に関する協議会とりまとめ」に掲げられている「図1」を採用する事業者に限る。
- 札幌市交通局 [13]
- 仙台市交通局 [14]
- 東京地下鉄（東京メトロ）[3]
- 東京都交通局
- 横浜市交通局 [15]
- 名古屋市交通局 [16]
- 大阪市交通局 [17]
- 京都市交通局
- 神戸市交通局 [18]
- 福岡市交通局
- 東日本旅客鉄道
  - E235系車両では床面にも貼付[19]
- 西日本旅客鉄道 [20]
- 東海旅客鉄道
- 東武鉄道
- 西武鉄道
- 京成電鉄
- 新京成電鉄
- 京浜急行電鉄
- 小田急電鉄
- 京王電鉄
- 相模鉄道
- 東京急行電鉄
- 東葉高速鉄道
- 阪急電鉄
- 阪神電鉄